# Liste der Biografien/Stoh
Liste der Biografien |
Portal Biografien |
Personensuche
# |
A |
B |
C |
D |
E |
F |
G |
H |
I |
J |
K |
L |
M |
N |
O |
P |
Q |
R |
S |
T |
U |
V |
W |
X |
Y |
Z |
?
 
Sa |
Sb |
Sc |
Sd |
Se |
Sf |
Sg |
Sh |
Si |
Sj |
Sk |
Sl |
Sm |
Sn |
So |
Sp |
Sq |
Sr |
Ss |
St |
Su |
Sv |
Sw |
Sy |
Sz
 
Sta |
Ste |
Sth |
Sti |
Stj |
Stl |
Sto |
Str |
Sts |
Stt |
Stu |
Stv |
Stw |
Sty
 
Stoa |
Stob |
Stoc |
Stod |
Stoe |
Stof |
Stog |
Stoh |
Stoi |
Stoj |
Stok |
Stol |
Stom |
Ston |
Stoo |
Stop |
Stoq |
Stor |
Stos |
Stot |
Stou |
Stov |
Stow |
Stox |
Stoy |
Stoz
Die Liste der Biografien führt alle Personen auf, die in der deutschsprachigen Wikipedia einen Artikel haben. Dieses ist eine Teilliste mit 80 Einträgen von Personen, deren Namen mit den Buchstaben „Stoh“ beginnt.

## Stoh

### Stoha
- Štohanzl, Jan (* 1985), tschechischer Fußballspieler

### Stohe
- Stohead (* 1973), deutscher Graffiti-Künstler

### Stohl
- Štohl, Igor (* 1964), slowakischer Schachmeister
- Stohl, Manfred (* 1972), österreichischer Rallye-FahrerManfred Stohl (* 1972)

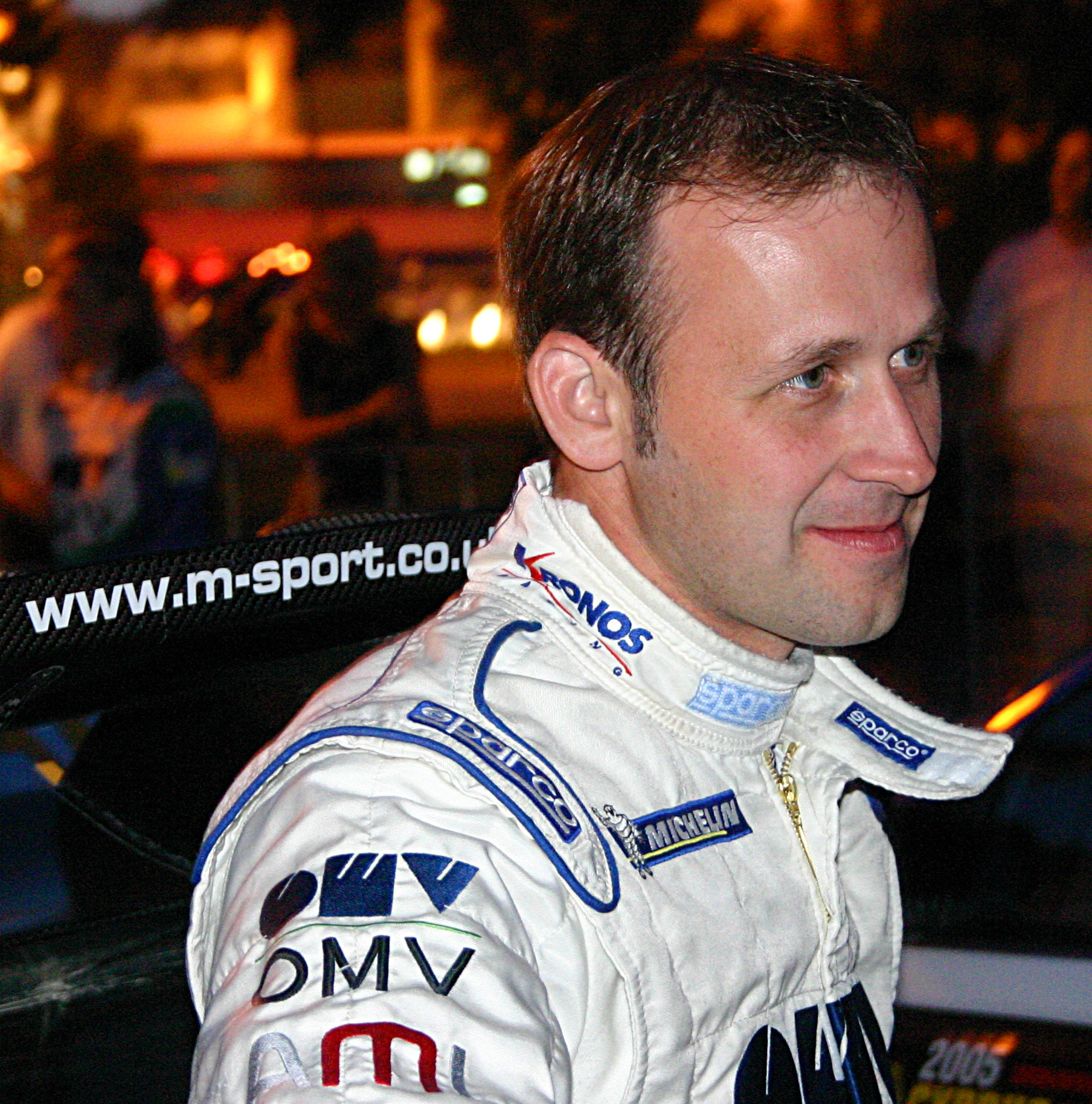
Manfred Stohl (* 1972)

- Stohl, Michael (1814–1881), österreichischer Porträtmaler, Aquarellist, Kopierer und Lithograf
- Stohl, Rudi (* 1947), österreichischer Rallyefahrer
- Stohldreier, Markus (* 1958), deutsch-schweizerischer katholischer Theologe und Philosoph
- Stohler, Hans (1884–1963), Schweizer Lehrer, Mathematiker und Heimatkundler
- Stohler, Jörg (* 1949), Schweizer Fussballspieler
- Stohler, Karl (1877–1932), Schweizer Politiker
- Stohler, Martin (1857–1910), Schweizer Geometer und Politiker (Freisinn)
- Stohler, Martin (1883–1972), Schweizer Lehrer, Rektor und Politiker
- Stohler, Martin (1914–1966), Schweizer Anwalt, Gewerkschafter und Politiker
- Stohler, Peter (* 1967), Schweizer Kunsthistoriker, Kulturmanager und Publizist
- Stöhlker, Klaus J. (* 1941), deutsch-schweizerischer PR-Berater, Publizist und Unternehmer
- Stohlmann, Friedrich Wilhelm (1803–1886), deutscher Arzt, Lokalpolitiker und Meteorologe
- Stohlmann, Johann (1801–1879), deutscher Richter und Politiker
- Stohlmann, Jürgen (1937–2011), deutscher mittellateinischer Philologe und Lokalhistoriker

### Stohm
- Stohmann, Friedrich (1832–1897), deutscher Agrikulturchemiker

### Stohn
- Stohn, Erik (* 1983), deutscher Politiker, MdL Brandenburg (SPD)Erik Stohn (* 1983)

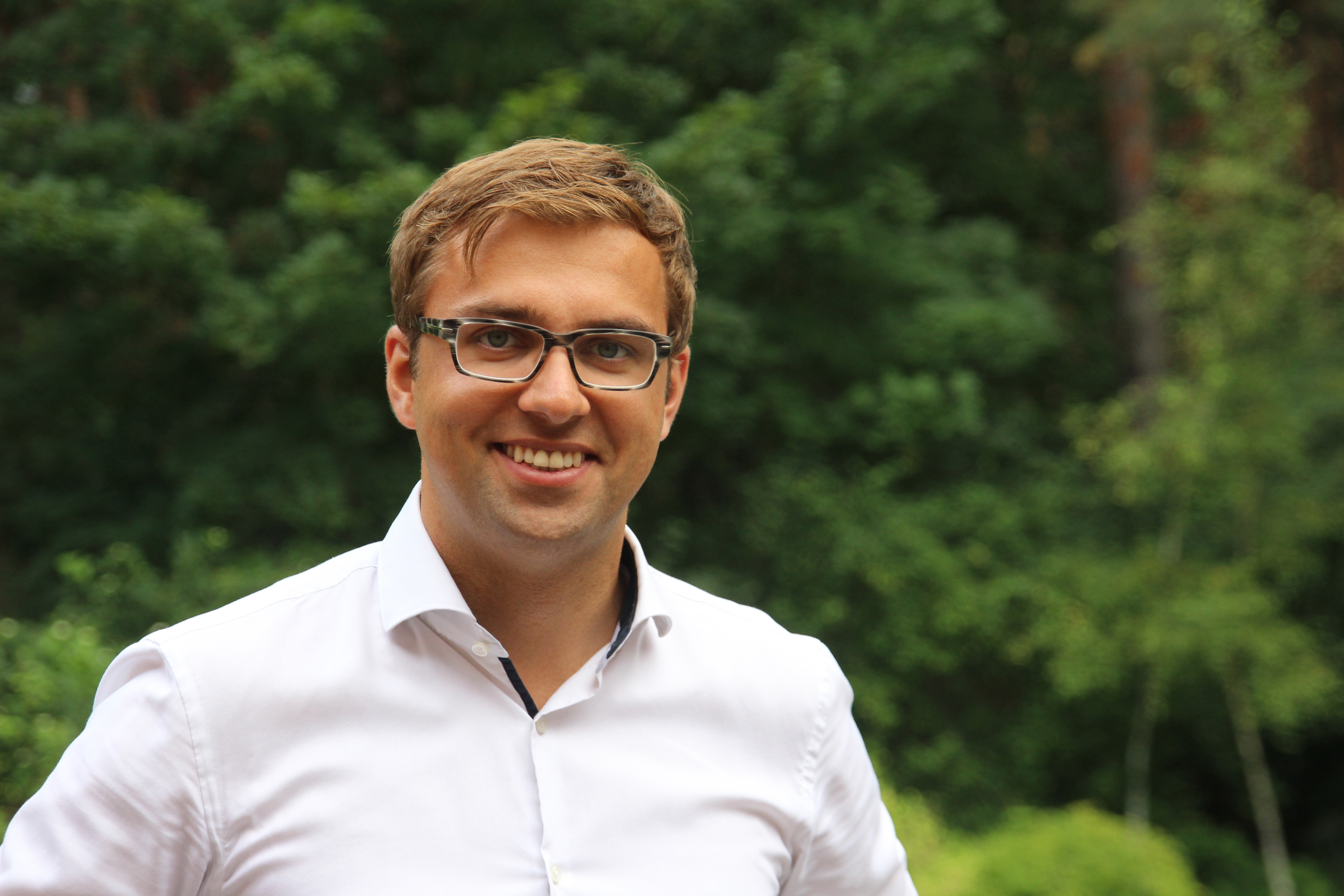
Erik Stohn (* 1983)

- Stohn, Tom (* 1968), deutscher Fußballspieler und -trainer

### Stohr
- Stöhr, Adolf (1855–1921), österreichischer Philosoph und Psychologe
- Stohr, Albert (1890–1961), deutscher Geistlicher, Bischof von Mainz
- Stöhr, Almuth (* 1949), deutsche Tischtennisspielerin
- Stöhr, Anna (* 1988), österreichische Kletterin
- Stöhr, Anton (1830–1906), deutscher Jurist, Kunstsammler und Schriftsteller
- Stöhr, August (1843–1890), deutscher Mediziner und Politiker (Zentrum), MdR
- Stöhr, August Leopold (1764–1831), österreichischer Ordensgeistlicher und Historiker
- Stohr, Bernhard (1899–1971), deutscher Geschichtsmethodiker (DDR)
- Stöhr, Bernhard (* 1967), österreichischer Sportmoderator beim ORF
- Stöhr, Celin (* 1993), deutsche Volleyballspielerin
- Stohr, Christian (* 1977), Schweizer Freestyle-Skier
- Stöhr, Edmund (* 1956), deutscher Fußballspieler und -trainer
- Stöhr, Emil (1907–1997), österreichischer Schauspieler und Regisseur
- Stöhr, Emma (1871–1958), österreichische Malerin
- Stöhr, Ernst (1860–1917), österreichischer Maler
- Stöhr, Frank (* 1949), deutscher Gewerkschafter
- Stöhr, Franz (1879–1938), deutscher Politiker (NSDAP, NSFP), MdR
- Stöhr, Franz (1921–1970), österreichischer Politiker (ÖVP), Landtagsabgeordneter
- Stöhr, Friedrich Joseph (1802–1875), deutscher Politiker
- Stöhr, Georg (1885–1977), deutscher Fechter und Olympiateilnehmer
- Stöhr, Gottfried (1932–2016), deutscher Porzellangestalter
- Stöhr, Gustav, deutscher Fußballspieler
- Stöhr, Hannes (* 1970), deutscher Filmregisseur und DrehbuchautorHannes Stöhr (* 1970)
- Stöhr, Heike (* 1964), deutsche Autorin

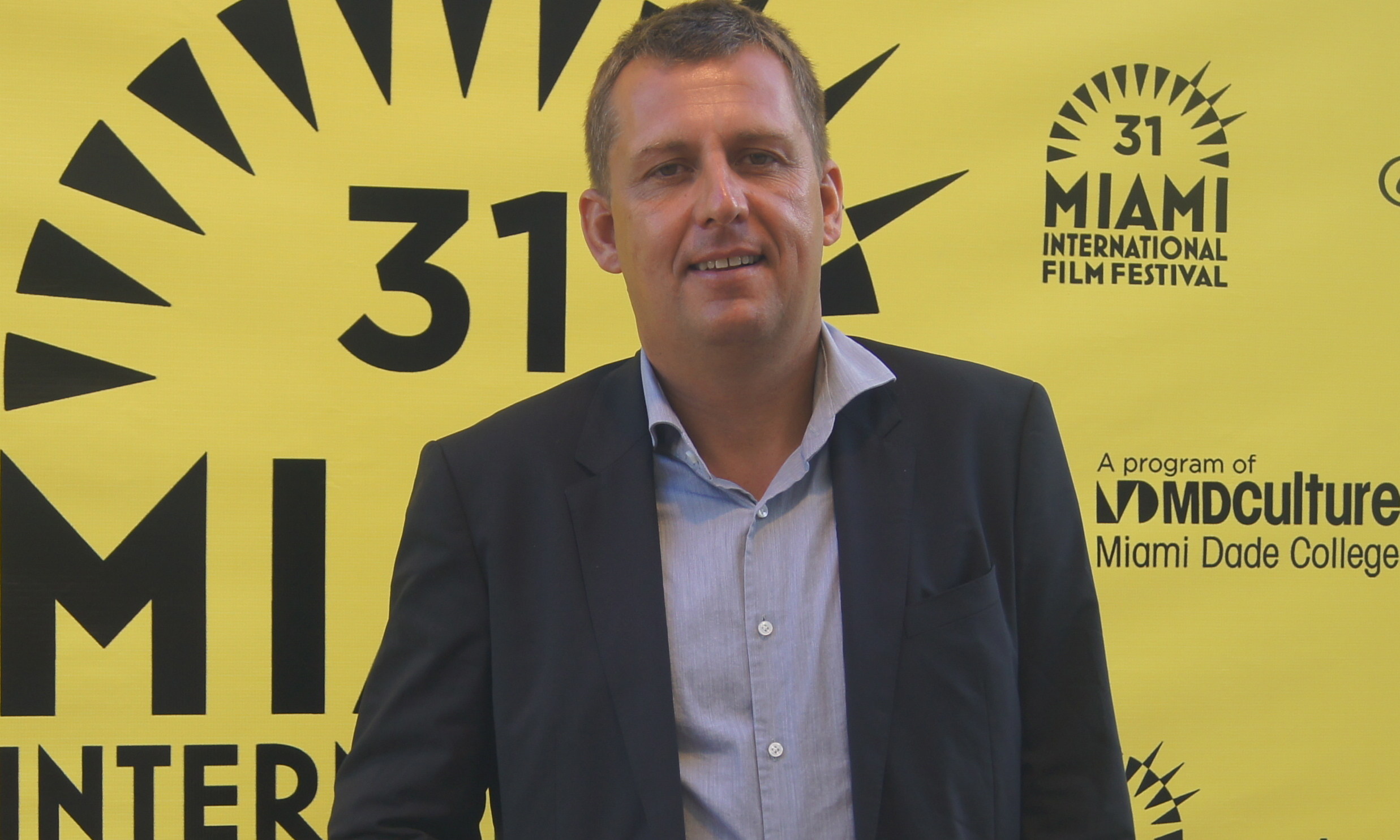
Hannes Stöhr (* 1970)

- Stöhr, Heinrich (1904–1958), deutscher Politiker (SPD), MdL
- Stöhr, Henry (* 1960), deutscher Judoka
- Stöhr, Hermann (1898–1940), deutscher Pazifist und Widerstandskämpfer gegen den Nationalsozialismus
- Stöhr, Hugo (1830–1901), deutscher Badearzt
- Stöhr, Joachim (* 1947), deutscher Experimentalphysiker und Hochschullehrer
- Stöhr, Johannes (* 1931), deutscher Theologe, römisch-katholischer Geistlicher und Hochschullehrer
- Stöhr, Karl (1859–1931), deutscher Architekt und Bauunternehmer
- Stöhr, Karl-Otto (* 1942), deutsch-brasilianischer Mathematiker
- Stöhr, Karlheinz (* 1951), deutscher Jurist, Richter am Bundesgerichtshof a. D.
- Stöhr, Klaus (* 1959), deutscher Virologe und Epidemiologe
- Stöhr, Konrad (1893–1984), deutscher Landwirtschaftslehrer und Landrat
- Stöhr, Martin (1932–2019), deutscher evangelischer Theologe
- Stöhr, Nikolaus Friedrich (1706–1766), deutscher Pädagoge und lutherischer Theologe
- Stöhr, Philipp (1849–1911), deutscher Anatom und Hochschullehrer
- Stöhr, Philipp (1891–1979), deutscher Anatom und Hochschullehrer in Bonn
- Stöhr, Ralf (1929–1995), deutscher Chemiker
- Stöhr, Richard (1874–1967), österreichisch-amerikanischer Musiktheoretiker und Komponist
- Stöhr, Sabine (* 1968), deutsche Übersetzerin
- Stohr, Siegfried (* 1952), italienischer Autorennfahrer
- Stöhr, Thomas (* 1966), hessischer Kommunalpolitiker (CDU)
- Stöhr, Tim (* 1996), deutscher Volleyballspieler
- Stöhr, Willi (* 1903), deutscher Politiker (NSDAP), MdRWilli Stöhr (* 1903)

Willi Stöhr (* 1903)

- Stöhr, Willy (1905–1997), deutscher Bauingenieur
- Stöhr, Wolfgang (* 1946), deutscher Skispringer
- Stohrer, Eberhard von (1883–1953), deutscher Diplomat
- Stöhrer, Emil (1813–1890), deutscher Mechaniker, Elektrotechniker und Erfinder
- Stöhrer, Josef (1883–1931), deutscher Gewerkschaftler und Politiker
- Stohrer, Manfred (1918–1976), evangelischer Pfarrer, Kämpfer gegen die Wiederbewaffnung Deutschlands
- Stohrer, Paul (1909–1975), deutscher Architekt und Hochschullehrer
- Stohrer, Peter (1951–2017), deutscher Maler, Objektkünstler, Bühnenbildner und Ausstellungskurator
- Stöhrer, Walter (1937–2000), deutscher Maler
- Stohrer, Wolf-Dieter (* 1942), deutscher Chemiker und Hochschullehrer
- Stöhrmann, Bernd (* 1944), österreichischer Landespolitiker (SPÖ), Landtagsabgeordneter

### Stohs
- Stohs, Herbert (1913–1997), österreichischer Beamter und Politiker (ÖVP), Landtagsabgeordneter, Abgeordneter zum Nationalrat

### Stohw
- Stohwasser, Hans (1884–1967), deutscher Marineoffizier, zuletzt Vizeadmiral im Zweiten Weltkrieg